# Ambophthalmos angustus
Ambophthalmos angustus es una especie de pez escorpeniforme de la familia Psychrolutidae. Es propia del Pacífico sudooccidental, donde se encuentra en las costas de Nueva Zelanda y de las islas Antípodas.